# Blausee (Wangen im Allgäu)
Der Blausee ist ein oligotrophes Stillgewässer südlich des Wangener Stadtteils Primisweiler im Landkreis Ravensburg in Baden-Württemberg.

## Geografie
Der Blausee liegt im Südwesten des Stadtgebietes auf einer Höhe von 541 m ü. NHN. Direkt südöstlich des Sees verläuft die Bundesautobahn 96.
Zusammen mit dem Mittelsee, Oberen See und dem verlandeten Teufelssee gehört der Blausee zur Primisweiler Seenplatte. Er entstand gegen Ende der Würmeiszeit vor rund 16.000 Jahren in einem Toteisloch und bezog sein Wasser aus den abschmelzenden Gletschern. Heute besitzt er keine oberflächigen Zuläufe mehr und bezieht sein Wasser aus Niederschlägen und Grundwasserzuflüssen, ist also ein sogenannter Himmelsteich. Er entwässerte ursprünglich nach Norden hin, zu dem heute verlandeten Teufeldsee und von dort weiter in die Untere Argen. Dieser Abflussweg versagte mit sich ändernden Grundwasserständen und es wurde ein Abflussgraben geschaffen, sodass das überschüssiges Wasser heute nach Süden der Oberen Argen zufließt.
Der etwa 2,4 Hektar große See besitzt in Nord-Süd-Richtung eine Länge von 274 Meter und misst an seiner breitesten Stelle 155 Meter. An der tiefsten Stelle misst der See 3,8 Meter und fasst ein Volumen von etwa 63.400 Kubikmeter.
Der See war früher wesentlich größer, doch durch den Bau des Ablaufgrabens ist vor allem der südliche Teil des Sees stark verlandet.

## Heutige Nutzung
Der Blausee wird fischwirtschaftlich genutzt; als Besatzfisch findet sich hauptsächlich der Karpfen, jedoch bietet er auch Lebensraum für viele Arten von wasserliebenden Brutvögeln.
Für die freizeitliche Nutzung besteht je ein Badesteg an seinem westlichen und östlichen Ufer.

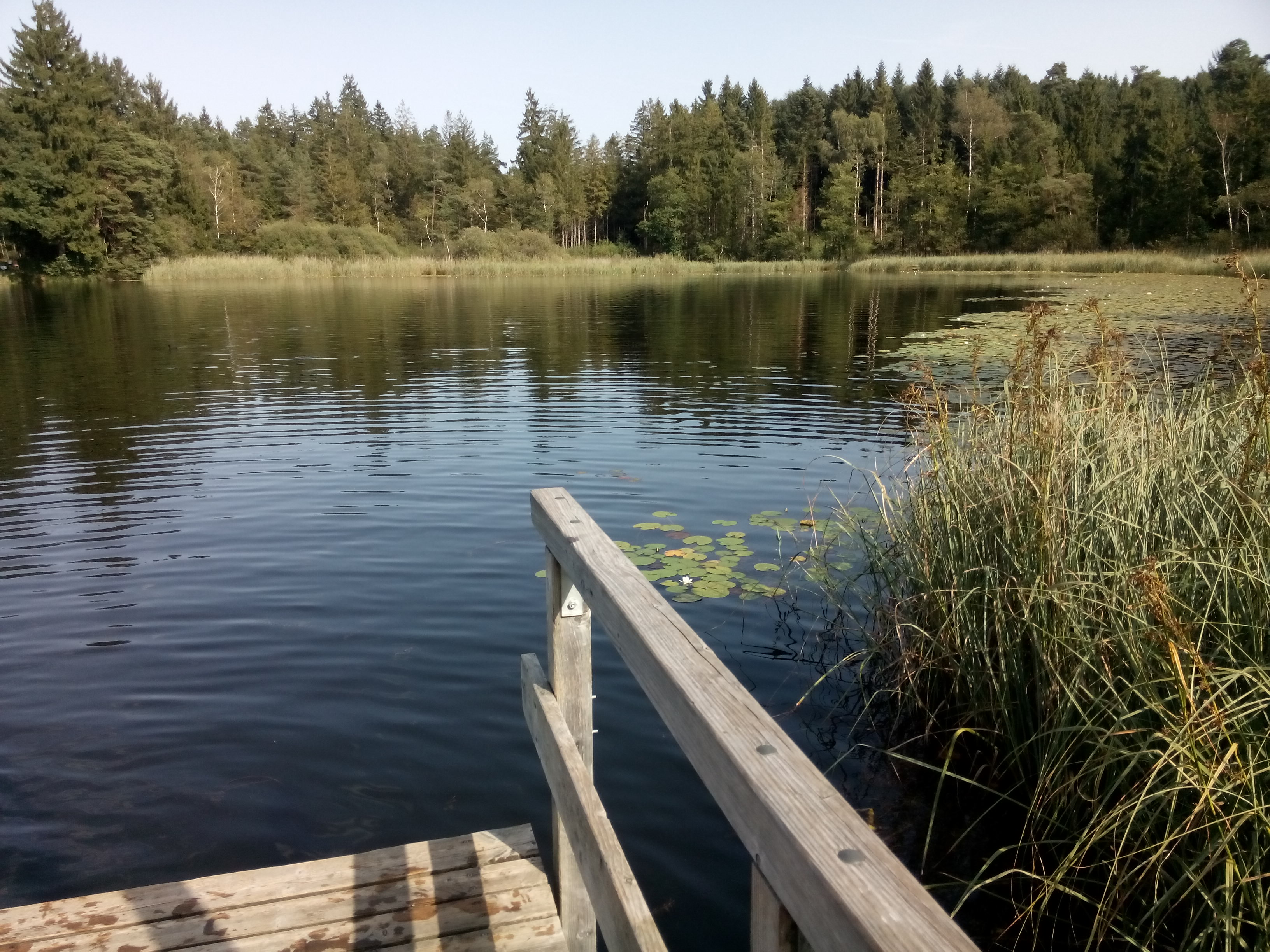
Am westlichen Badesteg (2017)

## Ökologie
| Jahr                       | 2011  | 2016  | 2021  |
| Gesamt PO4-Phosphor (µg/l) | 35,00 | 17,00 | 24,00 |
| Trophiestufe               |       |       | m     |